# Krusdorf
Krusdorf ist eine ehemalige Gemeinde mit 391 Einwohnern (Stand: 31. Oktober 2013) im Süd-Osten der Steiermark im Bezirk Südoststeiermark. Seit 1. Jänner 2015 ist sie im Rahmen der Gemeindestrukturreform in der Steiermark mit der Marktgemeinde Straden und den Gemeinden Hof bei Straden und Stainz bei Straden zusammengeschlossen. Die neue Gemeinde führt den Namen „Straden“ weiter.

## Geografie

### Geografische Lage
Krusdorf liegt ca. 42 km südöstlich von Graz und ca. 13 km südlich der Bezirkshauptstadt Feldbach im Oststeirischen Hügelland.

### Nachbarorte
- im Norden: Poppendorf und Trautmannsdorf in Oststeiermark
- im Osten: Merkendorf und Stainz bei Straden
- im Süden: Straden
- im Westen: Grabersdorf

### Gemeindegliederung
Das Gemeindegebiet umfasste folgende zwei Ortschaften (in Klammern Einwohnerzahl, Stand 1. Jänner 2024) und gleichnamige Katastralgemeinden:
- Grub II (108)
- Krusdorf (242)

## Kultur und Sehenswürdigkeiten
Siehe Liste der denkmalgeschützten Objekte in Krusdorf

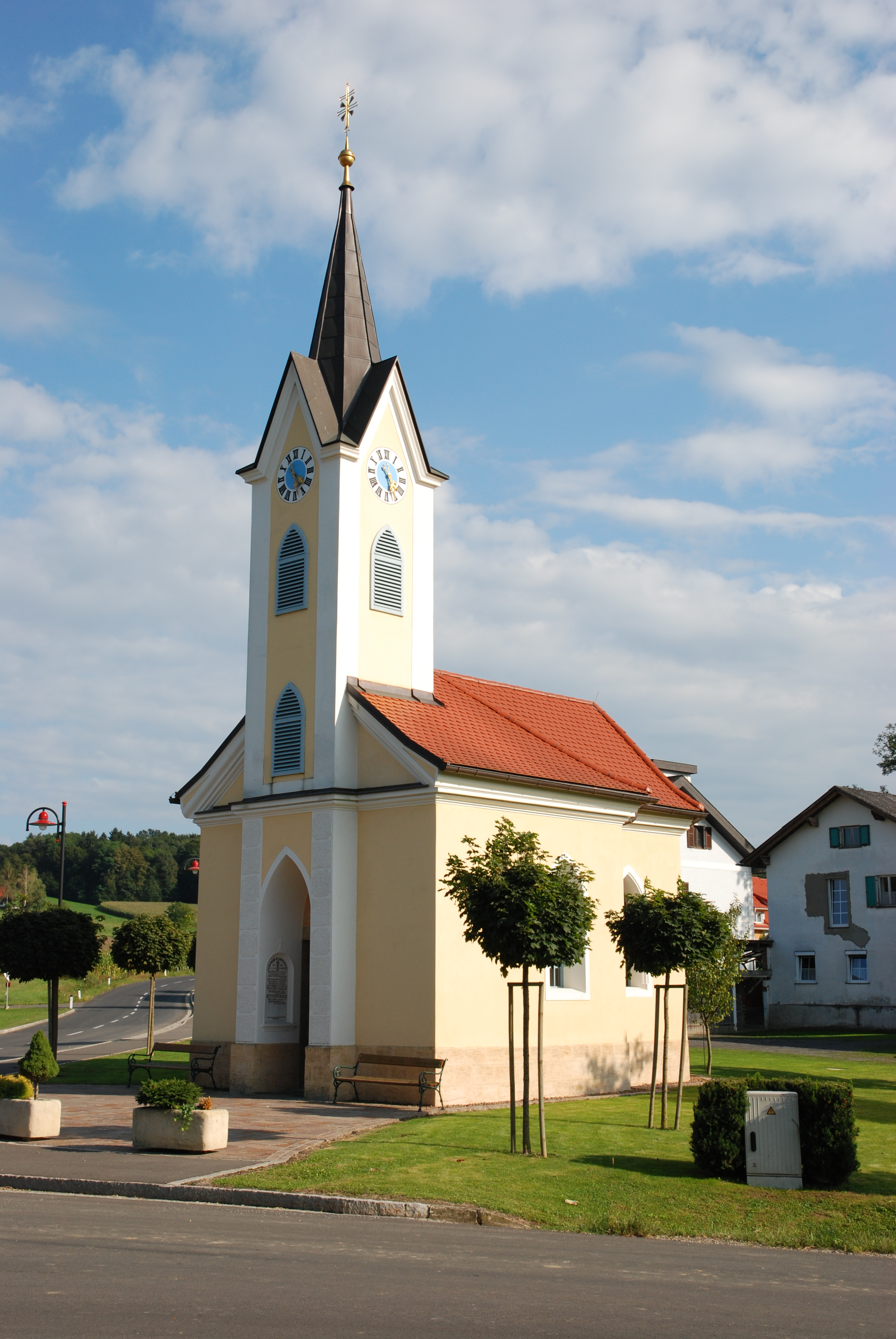
Ortskapelle Krusdorf

## Politik

### Gemeinderat
Der letzte Gemeinderat bestand aus 9 Mitgliedern und setzte sich seit der Gemeinderatswahl 2010 aus Mandaten der folgenden Parteien zusammen:
- 7 ÖVP – stellt den Bürgermeister und den Vizebürgermeister
- 2 FPÖ

### Wappen
Die Verleihung des Gemeindewappens erfolgte mit Wirkung vom 1. Juli 1982.

Wappenbeschreibung: In Rot ein durchgebogener Schildfuß, aus dessen Enden auf- und einwärts zwei sich berührende silberne Rosen wachsen.

## Persönlichkeiten

### Ehrenbürger
- 1982 Josef Krainer (1930–2016), Landeshauptmann